# 2006年8月广东

## 8月31日
广东省卫生厅通报，近两天广东省新增38例登革热病例，使总数达到了124例，无危重及死亡病例。新华网

## 8月29日
- 为解决「香港一天游」的团费过低甚至零团费的问题，广州地区旅行社协会及香港旅遊業議會签订合作备忘录，从本年9月1日开始订定最低团费及限制购物行程，并定出从广州出发的「香港一天游」旅行团团费，每人不得少于98元人民币。香港明报

## 8月24日
深圳将兴建国内首座大型地下火车站——福田站，主要用于服务香港和深圳两地的商务客流，建成后从深圳福田至香港九龙只需27分钟。新华网

## 8月22日
珠海九洲港汽车客运站正式开始营运，香港、深圳的旅客从九洲港下船后可以直接换乘汽车到粤西各地。新华网

## 8月17日
深圳发展银行向深交所提交的中期业绩报告披露，今年上半年净利润达4.64亿元人民币，增长176%，每股收益为0.24元人民币。新华网

## 8月7日
- 深圳发展银行某支行副行长许卫东引发的巨款失踪案在深圳开庭审理。新华网[]

## 8月3日
- 台风派比安的中心于晚上7点20分在广东省阳西到电白之间沿海登陆。登陆时，中心附近最大风力達12级。台风过后造成广东38人死亡，44个县区受灾，直接经济总损失24.01亿元。 新浪网（页面存档备份，存于）

## 按月存档的广东新闻动态
- 2006年：3月、4月、5月、6月、7月、8月、9月、10月、11月、12月
- 2007年：1月、2月
- 2008年
- 2009年：8月